# Geoffroys Flughund

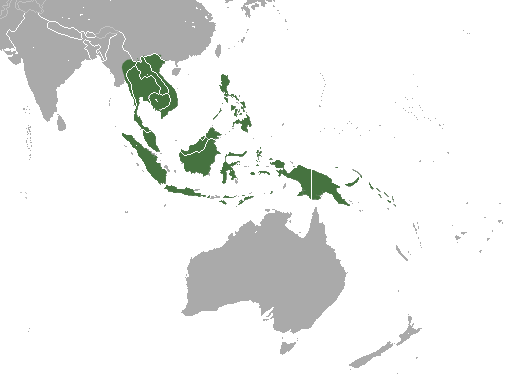
Verbreitungsgebiet von Geoffroys Flughund

Geoffroys Flughund (Rousettus amplexicaudatus) ist ein Fledertier aus der Gattung der	Höhlenflughunde (Rousettus), mit einem weiten Verbreitungsgebiet in Südostasien sowie in der Region Australis.

## Merkmale
Die Art erreicht eine Kopf-Rumpf-Länge von 137 bis 152 mm, eine Schwanzlänge von 17 bis 23 mm und ein Gewicht von 84 bis 104 g. Sie hat 83 bis 91 mm lange Unterarme, 19 bis 21 mm lange Hinterfüße sowie 18 bis 20 mm lange Ohren. Männchen sind allgemein größer als Weibchen und besitzen meist an beiden Seiten des Halses Rosetten aus hellgelben Haaren, obwohl diese auch bei wenigen Weibchen vorkommen. Das kurze Fell hat eine braune bis graubraune Farbe. Oft sind die Spitzen der Haare hellgrau, was einer Schicht Raureif ähnelt. Die weißen Finger, die fast nur aus mit Haut bedeckten Knochen bestehen, stehen im Kontrast zu den dunklen Flughäuten. Dicht an den Fingern sind die Flügel etwas durchscheinend. Der zweite Finger ist wie bei den meisten Flughunden mit einer Kralle ausgerüstet.

## Verbreitung
Das Verbreitungsgebiet von Geoffroys Flughund reicht von Myanmar und Vietnam über die Malaiische Halbinsel und die südostasiatische Inselwelt bis nach Neuguinea und zu den Salomonen. Der Flughund hält sich im Flachland und in Gebirgen bis 2.200 Meter Höhe auf. Das Habitat variiert zwischen verschiedenartigen Wäldern und urbanisierten Landschaften, wie Obstplantagen oder Stadtparke.

## Lebensweise
Die Individuen ruhen am Tage in Höhlen oder in stillen Bereichen von Bergwerken und bilden dort Kolonien, die aus mehreren tausend Exemplaren bestehen können. Sie begeben sich in der Nacht auf Nahrungssuche und können dabei lange Strecken bis zu 25 km zurücklegen. Geoffroys Flughund frisst fast ausschließlich Früchte. Er sendet wie andere Höhlenflughunde (Rousettus) Klicklaute aus, die zur Echoortung dienen.
Auf den Philippinen kommen bei Weibchen vermutlich zwei Würfe pro Jahr vor und Weibchen derselben Kolonie bekommen fast gleichzeitig Nachwuchs. Die Trächtigkeitsdauer liegt bei 15 Wochen, wobei ein Wurf aus einem Jungtier besteht. Ungefähr 2,5 bis 3 Monate nach Geburt wird das Jungtier entwöhnt.

## Status
Obwohl Geoffroys Flughund in einigen Regionen intensiv gejagt wird, wird der Gesamtbestand als ausreichend groß eingeschätzt. Da die Art in Höhlen am empfindlichsten ist, wurde auf den Philippinen ein nationaler Handlungsplan ausgearbeitet, dem jedoch nicht im vollen Umfang gefolgt wird. Im Verbreitungsgebiet sind mehrere Naturschutzgebiete vorhanden. Die IUCN listet Geoffroys Flughund als nicht gefährdet (Least Concern).

## Belege
1. ↑  Don E. Wilson, DeeAnn M. Reeder (Hrsg.): Mammal Species of the World. A taxonomic and geographic Reference. 3. Auflage. 2 Bände. Johns Hopkins University Press, Baltimore MD 2005, ISBN 0-8018-8221-4 (englisch, Rousettus amplexicaudatus).
2. 1 2 3 4  Heaney et al. (Hrsg.): The Mammals of Luzon Island. Johns Hopkins University Press, 2016, S. 207–208 (englisch, Rousettus amplexicaudatus).
3. ↑  Francis & Barrett (Hrsg.): A Field Guide to the Mammals of South-East Asia. New Holland Publishers, 2008, S. 194 (englisch, Rousettus amplexicaudatus). Rousettus amplexicaudatus (Memento des Originals vom 29. April 2017 im Internet Archive)  Info: Der Archivlink wurde automatisch eingesetzt und noch nicht geprüft. Bitte prüfe Original- und Archivlink gemäß Anleitung und entferne dann diesen Hinweis.
4. 1 2 3 4 5  Rousettus amplexicaudatus in der Roten Liste gefährdeter Arten der IUCN 2016. Eingestellt von: Csorba, G., Rosell-Ambal, G. & Ingle, N., 2008. Abgerufen am 28. April 2017.
5. ↑  G. Sales (Hrsg.): Ultrasonic Communication by Animals. Springer Science & Business Media, 2012, S. 32–33 (englisch, Rousettus).